# Virèmia
La virèmia és la presència de virus a la sang durant una infecció vírica. La virèmia es dona en dues etapes:
- Virèmia primària: entrada de virus a la sang a partir dels nòduls limfàtics (càrrega vírica baixa). El virus replica en els diferents òrgans del cos i torna a la sang.
- Virèmia secundària: a causa del fet que la replicació en teixits dins el cos, és generalitzat i la càrrega vírica és molt elevada.